# AirCars
AirCars is een computerspel dat werd ontwikkeld door MidNite Entertainment Group en uitgegeven door ICD. Het spel kwam in 1997 uit voor de Atari Jaguar. Het spel speelt zich af in de toekomst. Een grote organisatie genaamd E.B.N.E.R.S. wil de aarde overnemen en heeft een groot energieschild, teleportsystemen en nucleair aangedreven auto's gemaakt. De speler moet deze groep stoppen, moet zijn eigen AirCar te bouwen en de 28 bekende en vele onbekende basissen vernietigen. Het spel kan met een of meerdere spelers gespeeld worden over JagLink. Het spel is voorzien van een scherm en een radar. Het spel heeft drie moeilijkheidsgraden en is voorzien van een computerstem die ook uitgezet kan worden.

## Ontvangst
| Beoordeeld door                      | Datum            | Score |
| ------------------------------------ | ---------------- | ----- |
| Game Players                         | juli 1995        | 48%   |
| neXGam                               | 2004             | 42%   |
| GamePro (USA)                        | september 1995   | 40%   |
| Electronic Gaming Monthly (EGM)      | februari 1995    | 35%   |
| Video Games & Computer Entertainment | juni 1995        | 30%   |
| Defunct Games                        | 11 december 2004 | 12%   |